# Gerrit Gisius

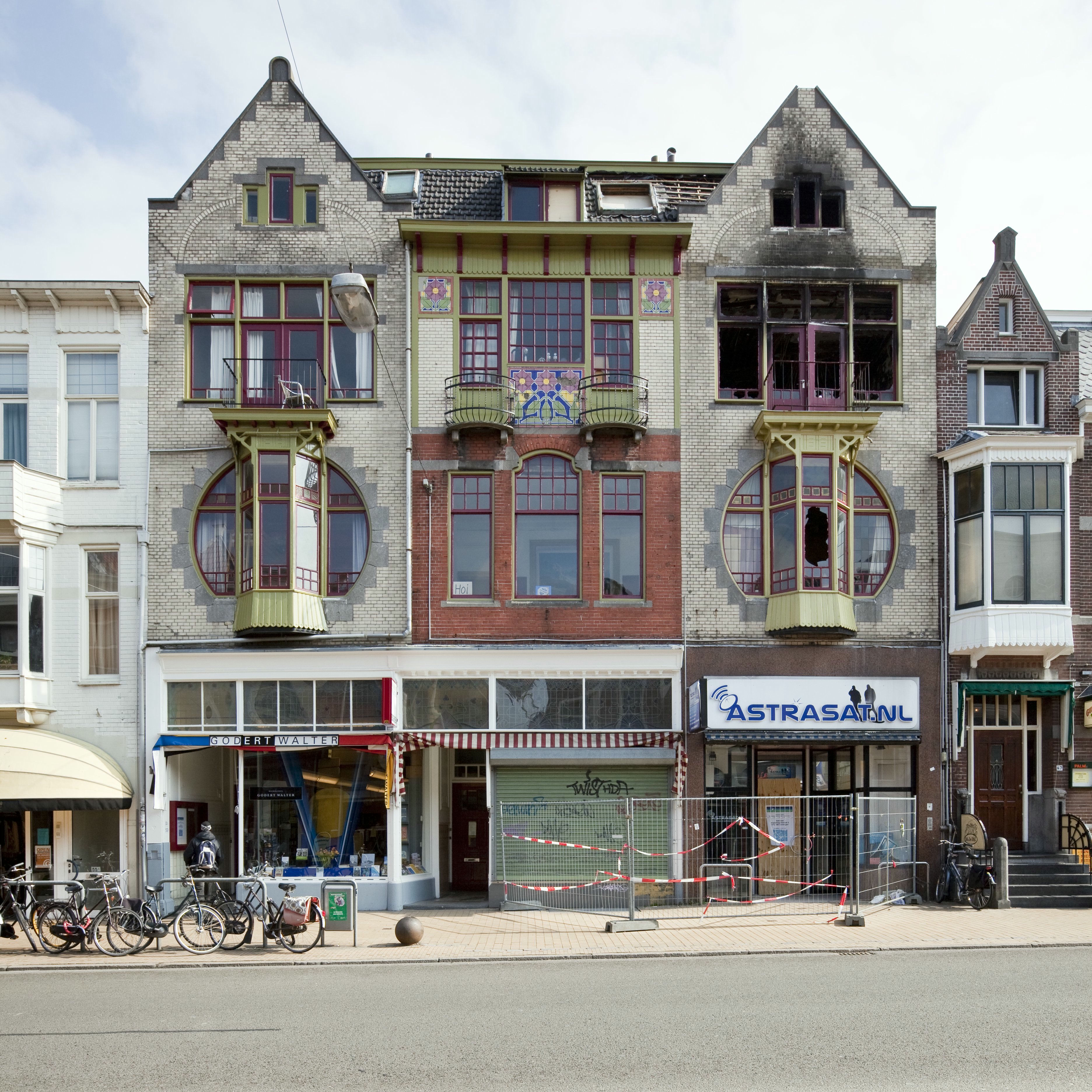
Oude Ebbingestraat 49-53a in Groningen kort na de brand in 2010

Gerrit Gisius (Amsterdam, 18 september 1875 - Den Haag, 5 december 1949) was een Nederlandse architect. Een door hem in de stijl van de art nouveau ontworpen winkelwoningcomplex (1905) in de Oude Ebbingestraat in Groningen is aangewezen als rijksmonument. Bij een brand in 2010, waarbij een studente om het leven kwam, raakte het pand ernstig beschadigd.